# Adalurnus
Adalurnus is een geslacht van kevers uit de familie bladkevers (Chrysomelidae).
De wetenschappelijke naam van het geslacht werd in 1936 gepubliceerd door Maulik.

## Soorten
- Adalurnus rotundatus Maulik, 1936